# Dịch mã

Tổng quan dịch mã mRNA

Sơ đồ cho thấy các bản dịch của mã tổng hợp protein bởi một chú thích

Trong sinh học phân tử và di truyền học, dịch mã là quá trình trong đó ribosome trong tế bào chất hoặc mạng lưới nội chất tổng hợp protein sau quá trình phiên mã từ DNA đến RNA trong nhân. Toàn bộ quá trình được gọi là biểu hiện gen.
Trong dịch mã, RNA thông tin được giải mã trong một ribosome bên ngoài nhân, để tạo ra chuỗi amino acid hay polypeptide. Polypeptide sau đó gấp, co xoắn tạo protein hoạt động và thực hiện các chức năng của nó trong các tế bào. Ribosome tạo điều kiện cho sự giải mã bằng cách tạo ra trình tự bộ 3 bổ sung với tRNA với các mRNA mang mã di truyền. Mỗi tRNA mang một amino acid cụ thể được nối với nhau thành một polypeptide khi mRNA đi qua và được "đọc" bởi ribosome.
Dịch mã gồm ba giai đoạn:
1. Khởi đầu: Ribosome gắn với xung quanh đoạn đầu mRNA. Các tRNA đầu tiên được gắn tại  bộ 3 mở đầu.
2. Kéo dài: tRNA chuyển một amino acid tới tRNA tương ứng với codon tiếp theo. Sau đó ribosome di chuyển (translocates) tới bộ 3 mRNA tiếp theo để tiếp tục quá trình tạo ra một chuỗi amino acid.
3. Kết thúc: Khi đạt tới bộ 3 dừng, ribosome giải phóng polypeptide.

Ở sinh vật nhân sơ (vi khuẩn), dịch mã xảy ra trong tế bào chất, nơi các tiểu đơn vị lớn và nhỏ của ribosome liên kết với mRNA. Ở sinh vật nhân chuẩn dịch mã xảy ra trong cytosol hoặc trên màng của mạng lưới nội chất trong một quá trình được gọi là chuyển dịch đồng dịch. Trong chuyển dịch đồng dịch, toàn bộ ribosome/DNA liên kết với lớp màng ngoài của lưới nội chất hạt (ER) và protein mới tổng hợp và phóng thích vào cytosol; các polypeptide mới được tạo ra có thể được lưu trữ trong ER cho túi để vận chuyển và tiết ra ngoài tế bào hoặc ngay lập tức tiết ra.
Nhiều loại RNA được phiên mã như tRNA, rRNA và RNA ở nhân tế bào, không trải qua dịch thành protein.
Một số loại kháng sinh hoạt động bằng cách ức chế dịch mã. Chúng bao gồm anisomycin, cycloheximide, chloramphenicol, tetracycline, streptomycin, erythromycin và puromycin. Các ribosome nhân sơ có cấu trúc khác nhau so với ribosome nhân thực và do đó kháng sinh đặc hiệu có thể nhắm mục tiêu các bệnh nhiễm trùng do vi khuẩn mà không gây hại cho các tế bào nhân thực của vật chủ.

## Cơ chế cơ bản

Một ribosome dịch ra một protein được tiết vào mạng lưới nội chất. tRNA có màu xanh thẫm.

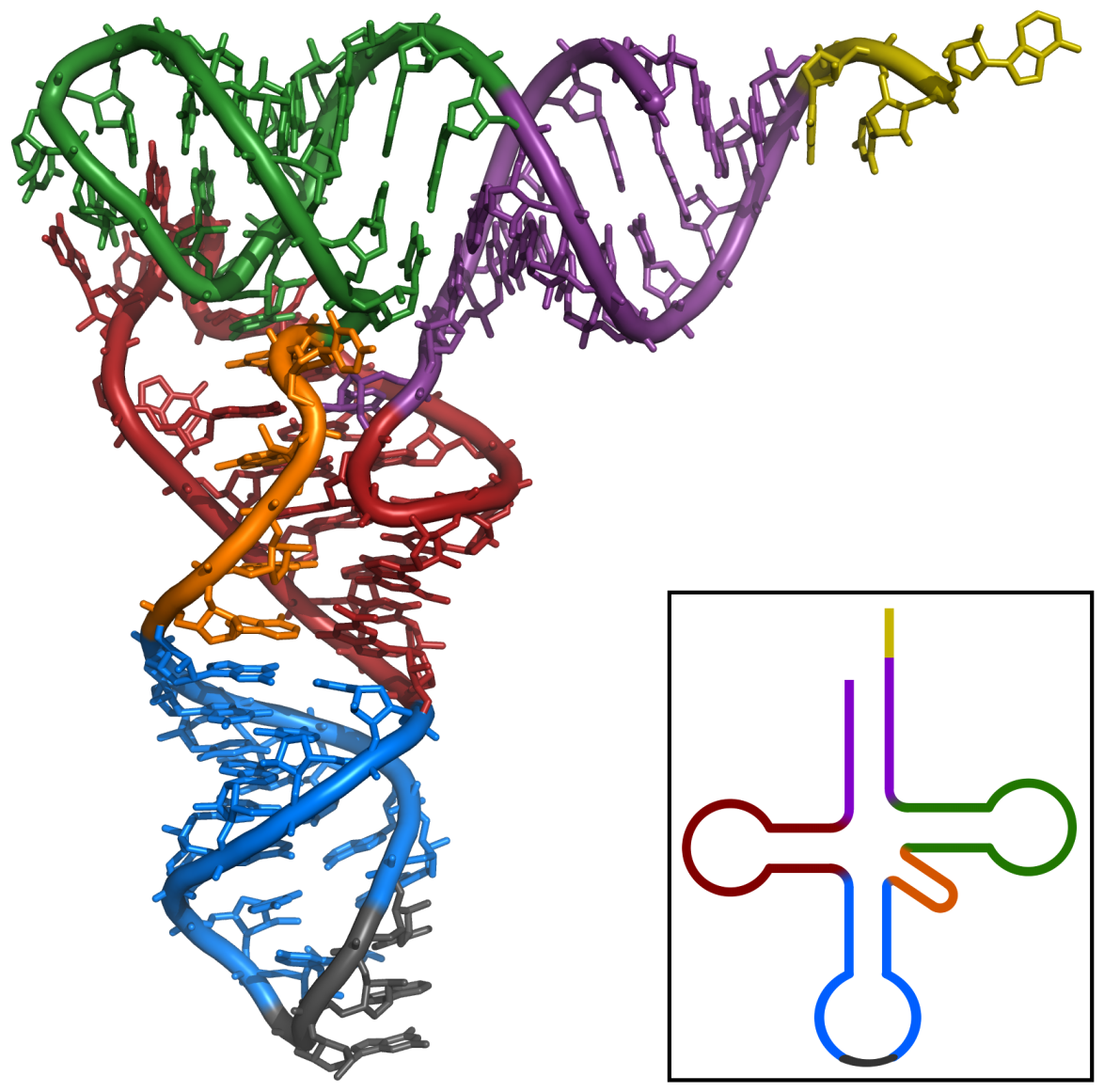
Tertiary structure of tRNA. CCA tail in yellow, Acceptor stem in purple, Variable loop in orange, D arm in red, Anticodon arm in blue with Anticodon in black, T arm in green.

Quá trình dịch mã cơ bản là bổ sung một amino acid tại một thời điểm cho đến khi kết thúc polypeptide hình thành. Quá trình này diễn ra bên trong ribosome. Một ribosome được tạo thành từ hai tiểu đơn vị, một tiểu đơn vị nhỏ 40S và một tiểu đơn vị 60S. Các tiểu đơn vị này đến với nhau trước khi dịch mRNA tạo thành một protein để cung cấp vị trí cho dịch mã thực hiện và tạo polypeptide. Sự lựa chọn loại amino acid được thêm vào xác định bởi mã di truyền trên mỗi phân tử mRNA. Mỗi amino acid được thêm vào khớp với bộ 3 đối mã của mRNA. Đối với mỗi bộ 3 như vậy, amino acid tương ứng được lắp thêm. Các axit amin kế bên thêm vào ứng với chuỗi mã hóa mRNA. Theo cách này, trình tự nucleotide trong khuôn mẫu mRNA xác định trình tự chuỗi amino acid được tạo ra. Bổ sung một amino acid xảy ra ở đầu cuối C của peptide và do đó dịch mã được gọi là định hướng amino-đến-carboxyl.
mRNA mang thông tin di truyền được mã hóa là một chuỗi ribonucleotide từ nhiễm sắc thể đến ribosome. Các ribonucleotides được "dịch" các bộ 3 nucleotide gọi là codon. Mỗi bộ 3 mã hóa cho một amino acid cụ thể.
Trên mỗi ribosome có 3 vị trí gắn riêng biệt với tRNA. Quá trình khởi đầu, amino acid được hoạt hóa bằng ATP tạo thành amino acid hoạt hóa. Enzym Aminoacyl tRNA synthetase xúc tác cho liên kết giữa một amino acid hoạt hóa và một tRNA mà chúng cần. Sản phẩm của quá trình này là một phức hợp amino acid - tRNA (Aminoacyl-tRNA).

## Quá trình

Quá trình dịch mã của một ribosome

### Mở đầu
Tiểu đơn vị nhỏ của ribosome (có bộ 3 của rRNA) gắn với mRNA ở vị trí nhận biết đặc hiệu (gần bộ ba mở đầu) và di chuyển đến bộ ba mở đầu (AUG). Aminoacyl-tRNA phù hợp tiến đến gắn với bộ 3 mở đầu theo nguyên tắc bổ sung (UAX - AUG), sau đó tiểu đơn vị lớn gắn vào tạo ribosome hoàn chỉnh.

### Kéo dài
Aminoacyl-tRNA tiếp theo khớp bổ sung đối mã với codon tiếp theo trên mRNA. Tiểu đơn vị lớn xúc tác cho sự hình thành liên kết peptit giữa các amino acid mở đầu và tiếp theo lần lượt. Ribosome tiếp tục dịch chuyển tRNA tách và di chuyển khỏi ribosome, quá trình vẫn tiếp tục khi ribosome chạy tiếp dọc mRNA.

### Kết thúc
Khi ribosome chạy đến một codon kết thúc (UAA, UAG, UGA - tương ứng với không amino acid) thì dịch mã chấm dứt, hai tiểu đơn vị ribosome tách nhau ra. Ngay sau đó, một enzym đặc hiệu loại bỏ amino acid mở đầu, quá trình dịch mã hoàn tất.

#### Dịch nhiều
Một mRNA có thể được dịch bởi nhiều ribosome từ đó tạo ra nhiều cấu trúc protein giống nhau.